# Saptoka (cràter)
Sapkota és un cràter d'impacte en el planeta Mercuri de 27,4 km de diàmetre. Porta el nom del poeta nepalès Mahananda Sapkota (1896-1977), i el seu nom va ser aprovat per la Unió Astronòmica Internacional el 2015.